# Малолактическая ферментация
Малолактическая (яблочно-молочная) ферментация — элемент винификации, при котором под действием Oenococcus oeni и других молочнокислых бактерий присутствующая в виноградном сусле яблочная кислота (которая имеет кислый вкус) преобразуется в молочную кислоту (которая имеет вкус более мягкий, иногда даже маслянистый). Разновидность молочнокислого брожения.
Малолактическая ферментация особенно актуальна для виноматериалов из сортов винограда с выраженной кислотностью (например, саперави). Некоторые белые вина (например, из гевюрцтраминера) не подвергаются такой ферментации с тем, чтобы сохранить их кислотность. При необходимости виноделы запускают данную ферментацию путём инокуляции (добавления в виноматериалы необходимых бактерий). Если ферментация не желательна, температуру в погребе понижают. Малолактика часто не совпадает по времени с основным (алкогольным) брожением. Для проведения такой вторичной ферментации (англ.) используется отдельная ёмкость. Вследствие малолактики в вине появляется диацетил — соединение, придающее винам из шардоне характерный маслянистый привкус.
В первой половине XX века яблочно-молочное брожение вина (с опорой на труды Пастера) обычно рассматривалось как порок вина, а высокая кислотность считалась залогом его долголетия. Лишь в третьей четверти XX века Эмиль Пейно доказал, что яблочно-молочное брожение во многих случаях улучшает качество и стабильность вина. Если яблочно-молочная ферментация происходит или продолжается после того, как вино разлито в бутылки, это по-прежнему считается недостатком (как из-за мутности «бродящего» в бутылке вина, так и из-за возникновения у него нежелательных запахов).